# 1966年3月中共中央政治局常委扩大会议
1966年3月中共中央政治局常委扩大会议，是指1966年3月17日至20日，在杭州召开的中共中央政治局常委扩大会议，通常简称“三月杭州会议”或“杭州会议”。中国共产党中央委员会主席毛泽东主持这次会议，重点强调开展学术批判。参与者有毛泽东、国家主席刘少奇、国务院总理周恩来（书记处负责人邓小平因在西北三线视察而请假），以及各大区中央局第一书记和中央有关负责人。

## 概述
毛泽东在会上指出，学术界和教育界是资产阶级知识分子掌握实权，并对吴晗和翦伯赞等人进行批评，并要求中宣部不要扣压学生的稿件、“不要成为农村工作部”。此外他还指出文、史、哲、法、经等领域都要进行文化大革命，要坚决批判。